# Goh Soon Huat
Goh Soon Huat (* 27. Juni 1990 in Malakka) ist ein malaysischer Badmintonspieler. 

## Karriere
Goh Soon Huat nahm 2008 im Herreneinzel an der Badminton-Juniorenweltmeisterschaft teil. Zwei Jahre später belegte er in der gleichen Disziplin Rang zwei bei den Kedah Open 2010 und Rang drei bei den Malaysia International 2010. Bei den Macau Open 2011 und den Vietnam Open 2012 schied er in der ersten Runde aus, bei den German Open 2013 in der zweiten.